# Homoíne (distrito)

Localização do distrito de Homoíne em Moçambique

O distrito de Homoíne está situado na parte central da província de Inhambane, em Moçambique. A sua sede é a vila de Homoíne.
Tem limites geográficos, a norte com o distrito de Morrumbene, a leste com o município de Maxixe,  a sudeste com o distrito de Jangamo, a sul com o distrito de Inharrime, a oeste é limitado pelo distrito de Panda e a noroeste pelo distrito de Funhalouro.
O distrito de Homoíne tem uma superfície de 1 942 km² e uma população recenseada em 2007 de 110 858 habitantes, tendo como resultado uma densidade populacional de 57,1 habitantes/km² e correspondendo a um aumento de 19,5% em relação aos 92 796 habitantes registados no Censo de 1997.

## Divisão Administrativa
O distrito está dividido em dois postos administrativos: (Homoíne e Pembe), compostos pelas seguintes localidades:
- Posto Administrativo de Homoíne:
  - Vila de Homoíne
  - Chindjinguir
  - Chizapela
  - Golo
  - Inhamussua
  - Mubecua
- Posto Administrativo de Pembe:
  - Nhaulane
  - Pembe